# 노스 사이드 하이 스쿨 체육관
노스 사이드 하이 스쿨 체육관(영어: North Side High School Gym)는 미국 인디애나주 포트웨인에 위치한 실내 경기장이다. 과거 BAA/NBL/NBA 포트 웨인 졸너 피스턴스/포트 웨인 피스턴스의 홈경기장으로 사용했다.